# De Dietrich (automerk)

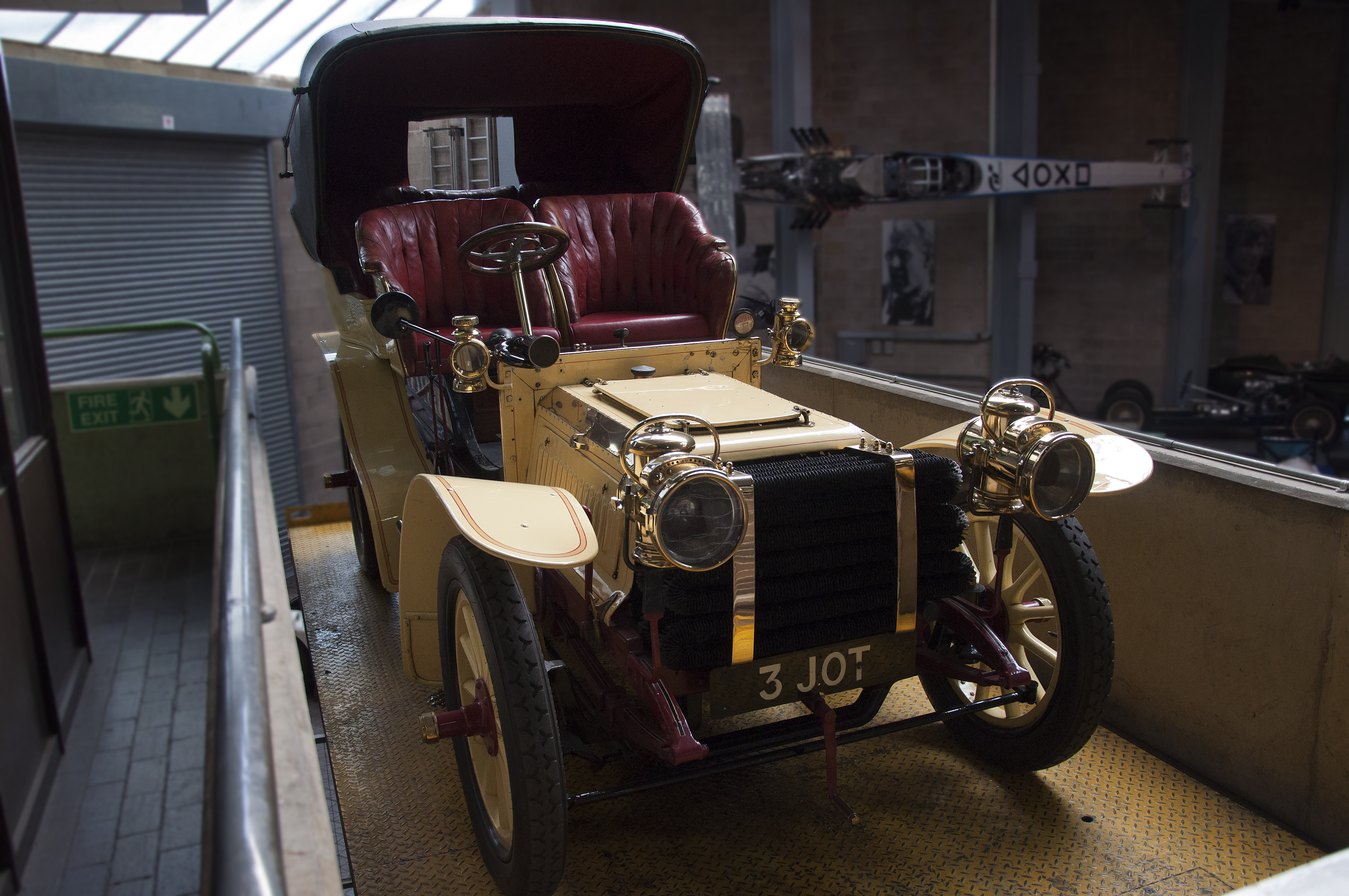
De Dietrich 24 pk uit 1903

De Dietrich is de naam van een aantal automodellen, gemaakt in fabrieken die door een dynastie van industriëlen, de familie De Dietrich werd beheerd. De familie de Dietrich en haar activiteiten zijn bekend vanaf de 17e eeuw. In de 18e eeuw waren ze actief in de ijzerindustrie in de Franse Elzas.
In 1901 trok Ettore Bugatti de aandacht van de constructeur De Dietrich. Bugatti onderhandelde met succes over licenties met Eugène De Dietrich en ze sloten een zevenjarig contract af wat leidde tot de productie van een aantal auto's die als Dietrich-Bugatti werd verkocht. Vanaf 1905 verschenen ze op de markt met als merknaam Lorraine-Dietrich omwille van de locatie van een van de fabrieken, gevestigd in Lunéville in Lotharingen.
De foto toont een De Dietrich 24 pk zoals die is tentoongesteld in het National Motor Museum te Beaulieu, Engeland. Hij is typisch voor de wagens uit het begin van de 20e eeuw met de motor vooraan, de versnellingsbak in het midden en remmen enkel op de achterwielen, die via kettingen zijn aangedreven. De kap helpt mee als luchtrem. Deze auto was in het bezit van een pionier van de goudwinning, Sir Joseph Robinson. De auto stond van 1910 tot 1956 in een Londense opslagplaats voor meubelen tot hij daar werd ontdekt.